# Monitor Campista
O Monitor Campista foi um periódico brasileiro, que circulou entre os anos de 1834 e 2009 no município de Campos dos Goytacazes.

## Histórico
Campos dos Goytacazes, no norte da então Província do Rio de Janeiro ainda era uma Vila quando, em 4 de janeiro de 1834, vinha à luz o jornal O Campista, sob a direção do médico Francisco José Alypio. O jornal era bissemanário e circulava às quartas e sábados na planície. O jornal O Monitor Campista foi resultado da fusão entre o Novo Recopilador Campista e O Monitor. Finalmente, em 1846, o jornal apresentou-se à sociedade campista sem o artigo "O", passando a se chamar simplemente Monitor Campista, nome que mantém até hoje, respeitando a logomarca em letras góticas.
Segundo o historiador Teixeira de Melo, o jornal foi fundado por Evaristo José Pereira da Silva e Abreu, que mais tarde o passou ao genro, o suíço Eugênio Bricolens, nome intimamente ligado às artes gráficas. Depois, pertenceu ao bacharel Domingos de Alvarenga Pinto (1875 a 1879) e ao francês Luiz Renner. Depois, passou às mãos de Átila Alvarenga, onde permaneceu por 31 anos. Em 1921, Alvarenga passou o jornal ao Coronel Vivaldi Leite Ribeiro.
A redação do Monitor Campista foi a primeira a ser beneficiada com a luz elétrica, em 24 de junho de 1883, antes das empresas do Brasil e da América do Sul. Pensando em atrair novos investimentos, cuja importância se acentuava com o desenvolvimento da tecnologia gráfica e das comunicações em geral que ganhavam proporções massificantes, o Monitor Campista inaugurava, em 2 de outubro de 1906, o prelo da impressora movida a eletricidade, o primeiro de Campos dos Goytacazes e do estado do Rio de Janeiro.
Foi em 1875 que o Monitor Campista começou a circular diariamente. Em 1936, passou a pertencer ao grupo dos Diários Associados, fundado por Francisco de Assis Chateaubriand, onde se mantém até hoje, com o título de terceiro jornal mais antigo do país ainda em circulação. Funcionando hoje na Rua João Pessoa, no Centro de Campos, e funcionando diariamente, o jornal traz em seu arquivo centenário, grandes pérolas de nosso passado.
Estudantes e pesquisadores se valem das páginas do Velho Órgão. Páginas que mudaram significativamente, acompanhando a evolução das artes gráficas. O primeiro passo desta evolução foi dado no dia 13 de maio de 1999, quando o jornal começou a ser impresso no parque gráfico do Jornal do Commercio. Até que, finalmente, em 15 de julho do mesmo ano, funcionários e diretoria se reuniam para comemorar a nova fase do Monitor Campista, que desde a data, começava a imprimir em cores a história da cidade de Campos dos Goytacazes e região.
Séculos de muita luta vão ficando para o jornal que atravessou bravamente duras crises econômicas do país. E ele conecta-se ao futuro, colocando no ar, a 1 de agosto de 2003 a sua edição on line, logo depois de inaugurar uma nova e moderna redação.
Consciente de que ainda há muito a se fazer, a equipe, aceitou o desafio de seus antepassados. Dispostos a assumirem o compromisso de dar continuidade à missão, repórteres, editores, fotógrafos, revisores e funcionários da administração se unem para não deixar morrer essa tradição viva da imprensa.
Sobre o fim do jornal centenário em 2009, o jornalista Ricardo André Vasconcelos afirmou em artigo que: "Nada mais previsível para uma cidade que derrubou o Trianon – um dos mais belos teatros do Brasil – e pôs abaixo o Cine Don Marcelo e o Coliseu. O que esperar de uma gente que entrega aos cupins os belíssimos solares dos Ayrises e Visconde de Araruama, a Lira de Apollo e o Hotel Amazonas, apenas para citar alguns." Já em 12 de novembro de 2009, em nota, o Sindicato dos Jornalistas do Rio de Janeiro solicitou ao Grupo Diários Associados que reconsiderasse a proposta de fechamento do jornal, e se coloque de modo aberto para a sociedade campista no sentido de estudar meios para manter a sua circulação. Um jornal de 175 anos não pertence mais somente a uma empresa. O Monitor Campista faz parte da história do jornalismo brasileiro e, particularmente, é de propriedade afetiva de todos os campistas, e também de todos os cidadãos fluminenses.
O jornal Monitor Campista foi fechado por motivos econômicos no dia 15 de novembro de 2009. Com isso a cidade de Campos dos Goytacazes perde mais uma parte importantíssima de sua historia.

## Nota
O Diario de Pernambuco, fundado em 7 de novembro de 1825, e era o jornal mais antigo em circulação da América Latina. Desde o seu primeiro número até hoje mantém o mesmo nome.
O Jornal do Commercio, fundado em 1 de outubro de 1824, era o segundo jornal mais antigo em circulação do Brasil.